# 불리언 값 함수
불리언 값 함수(boolean-valued function)는 f : X → B 유형의 함수이다. 여기서 X는 임의의 집합이고 B는 부울 도메인, 즉 일반적인 두 요소 집합이다. 예 B = {0, 1}), 해당 요소는 논리 값(예: 0 = false 및 1 = true, 즉 단일 정보 비트)으로 해석된다.
형식과학, 수학, 수리 논리학, 통계학 및 응용 분야에서 불리언 값 함수는 특성 함수, 지시 함수, 술어 또는 명제라고도 한다. 이러한 모든 용도에서 다양한 용어는 해당 기호나 구문 표현이 아닌 수학적 대상을 의미하는 것으로 이해된다.
진리에 대한 형식적 의미론 이론에서 진리 술어는 논리를 위해 해석된 형식적 언어의 문장에 대한 술어로서, 일반적으로 문장이 참이라고 말함으로써 표현되는 직관적인 개념을 형식화한다. 진리 술어는 최종 진릿값을 결정하는 데 필요한 경우 공식 언어 영역을 넘어서는 추가 영역을 가질 수 있다.

## 같이 보기
- 비트 (단위)
- 불리언 자료형
- 불 논리
- 부울 도메인
- 불 논리
- 명제 논리
- 진리표
- 지시 함수
- 명제
- 불 함수

## 참고 문헌
- Brown, Frank Markham (2003), Boolean Reasoning:  The Logic of Boolean Equations, 1st edition, Kluwer Academic Publishers, Norwell, MA.  2nd edition, Dover Publications, Mineola, NY, 2003.
- Kohavi, Zvi (1978), Switching and Finite Automata Theory, 1st edition, McGraw–Hill, 1970.  2nd edition, McGraw–Hill, 1978. 3rd edition, McGraw–Hill, 2010.
- Korfhage, Robert R. (1974), Discrete Computational Structures, Academic Press, New York, NY.
- Mathematical Society of Japan, Encyclopedic Dictionary of Mathematics, 2nd edition, 2 vols., Kiyosi Itô (ed.), MIT Press, Cambridge, MA, 1993.  Cited as EDM.
- Minsky, Marvin L., and Papert, Seymour, A. (1988), Perceptrons, An Introduction to Computational Geometry, MIT Press, Cambridge, MA, 1969.  Revised, 1972.  Expanded edition, 1988.